# Ахмад Мошір аль-Салтанех
Мірза Ахмад Хан Мошір аль-Салтанех (перс. میرزا احمدخان مشیرالسلطنه; 6 липня 1844 — 20 квітня 1918) — перський державний і політичний діяч, двічі очолював уряд країни за часів правління Мухаммед Алі Шаха.
Був убитий на вулиці 20 квітня 1918 року.